# George Aiken
Pour les articles homonymes, voir Aiken.
George L. Aiken, né le 19 décembre 1830 à Boston dans le Massachusetts et mort le 27 avril 1876 à Jersey City dans le New Jersey, est un romancier et dramaturge américain, connu pour avoir écrit la plus populaire des nombreuses adaptations scéniques de La Case de l'oncle Tom d'Harriet Beecher Stowe.